# Hohenfels (Bawaria)
Hohenfels – gmina targowa w Niemczech, w kraju związkowym Bawaria, w rejencji Górny Palatynat, w regionie Ratyzbona, w powiecie Neumarkt in der Oberpfalz. Leży około 30 km na południowy zachód od Neumarkt in der Oberpfalz.

## Dzielnice
W skład gminy wchodzą następujące dzielnice: 
- Hohenfels
- Großbissendorf
- Markstetten
- Raitenbuch

## Demografia
| Rok  | Liczba mieszk. |
| ---- | -------------- |
| 1970 | 2381           |
| 1987 | 2095           |
| 2000 | 2119           |

## Oświata
(na 1999)

W gminie znajduje się 50 miejsc przedszkolnych (73 dzieci) oraz szkoła podstawowa (6 nauczycieli, 119 uczniów).